# Winzler Viertel
Das Winzler Viertel ist ein Stadtviertel von Pirmasens. Vorgesehen als prestigeträchtige Stadterweiterung der späten Gründerzeit, entwickelte es sich zu einem von Schuhfabriken durchsetzten Arbeiterviertel. Im Zweiten Weltkrieg weniger stark zerstört als die Kernstadt, geriet es nach wirtschaftlichen Höhepunkten in die Krise, die mit Sanierungs- und Konversionsprojekten bzw. Städtebaufördermaßnahmen angegangen wurde.

## Lage
Das Stadtviertel befindet sich unmittelbar südwestlich der Kernstadt. Im Norden begrenzt der Strecktalpark das Viertel zum angrenzenden Stadtteil Schachen, im Süden geht es in das Viertel Kirchberg über. In südwestlicher Richtung schließt sich der Pirmasenser Ortsbezirk Winzeln an, nach dem das Viertel benannt ist und der bis 1969 eine selbständige Gemeinde war.

## Geschichte

### Anfänge
Pirmasens wuchs Ende des 19. Jahrhunderts unter anderem durch den Bahnanschluss 1875 und das Wachstum seiner Industrie innerhalb weniger Jahrzehnte von unter 10.000 auf fast 30.000 Einwohner an. Das Winzler Viertel entstand ab 1890 mit dem Ziel, einer anvisierten Zahl von 40.000 Einwohnern gerecht zu werden. Dazu hatte der Architekt und Stadtplaner Theodor Fischer einen Ausbauplan für die Stadt über das bisherige Oval hinaus erstellt, das einst von der landgräflichen Stadtmauer begrenzt war. Der Ausbau ging vom sogenannten Winzler Tor aus, benannt nach einem frühen Durchbruch der Stadtmauer. Ursprünglich als Prestigeprojekt geplant, wurde das Viertel wegen seines anfänglichen Infrastrukturmangels als „Reiwerverdel“ – „Räuberviertel“ – bezeichnet.
Anfangs gab es weder Strom- noch Wasseranschluss. Die ersten Bewohner mussten das Wasser mit dem Leiterwagen von einem Brunnen am Gersbacher Weg (der heutigen Richard-Dippold-Straße) am östlichen Beginn des Viertels holen. Der Ausbau des Viertels wurde durch die Gründung einer Baugenossenschaft 1899 und die Verlegung von Gas- und Wasserleitungen im Jahr darauf entscheidend vorangebracht. 1904 wurde am damaligen Westrand des Viertels das protestantische Waisenhaus eingeweiht, dessen Gelände der Pirmasenser Gerbereibesitzer und Politiker Louis Leinenweber gestiftet hatte. Theodor Fischers Ausbauplan sah breite Alleen vor, an deren Schnittpunkten Schmuckplätze oder markante öffentliche Bauten oder Schuhfabriken stehen sollten. Während die Alleen und Schmuckplätze jedoch größtenteils entfielen, wurde 1910 die Wittelsbachschule als aufwendig gestalteter Mittelpunkt des nördlichen Winzler Viertels gebaut. Gegen Ende des Ersten Weltkriegs nutzte das Militär die Schule als Lazarett.
Zwischen der Johannes- und der Friedrichstraße befand sich ein Bootsverleih am „Pirmasenser See“, einem durch den Lehmabbau für die nahegelegene Ziegelhütte entstandenen und von Regenwasser gespeisten Weiher, der 1919 aufgefüllt und mit Reihenhäusern bebaut wurde. Weiher und Bootsbetrieb waren seit 1895 nachweisbar, als der Fabrikant Friedrich Menz an der Ziegelhütte eine Bier- und Weinwirtschaft eröffnete, die von Johann Olbermann betrieben wurde.

### Weitere Entwicklung

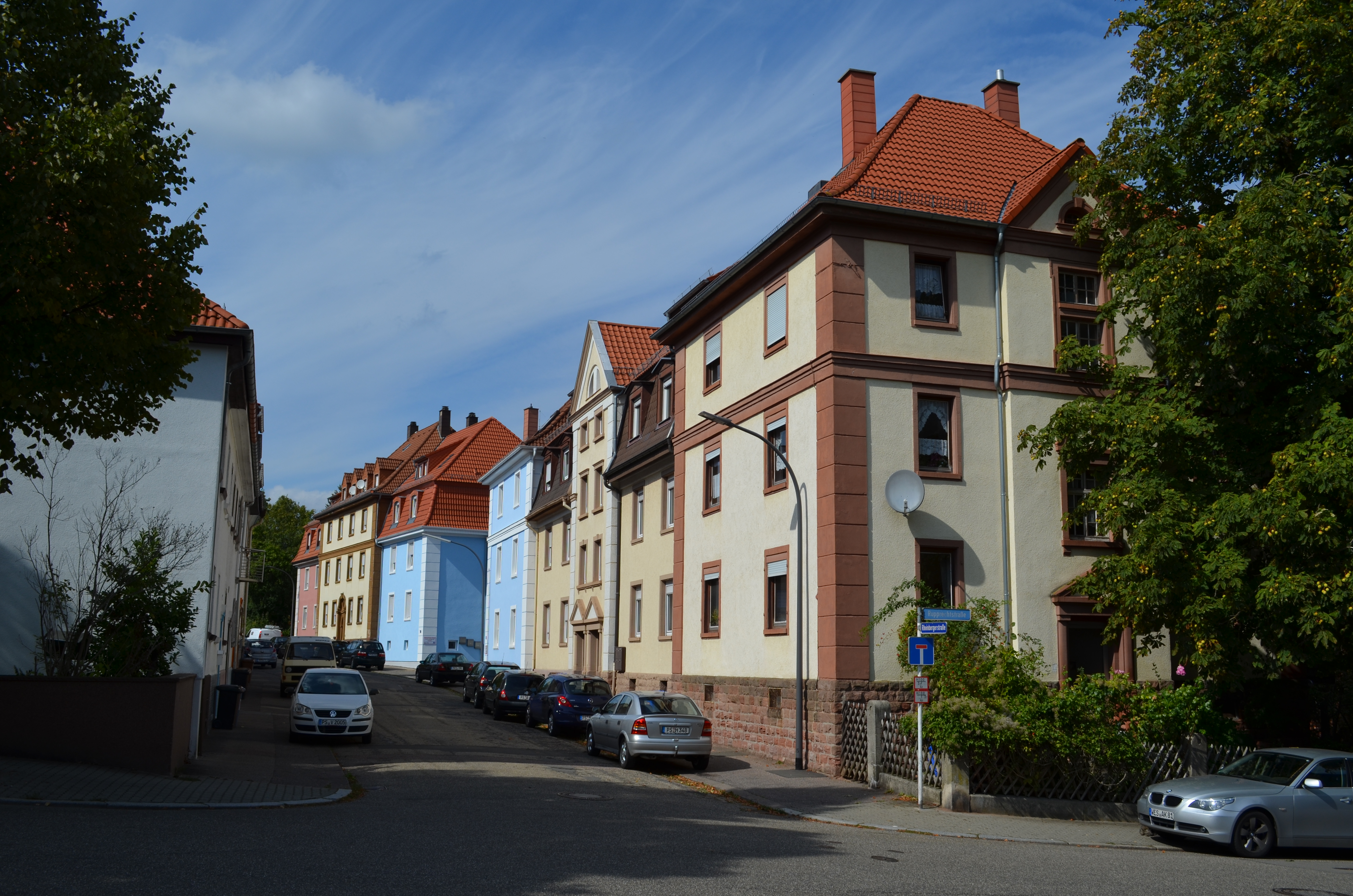
Ehemalige Werkswohnungen für Schuharbeiter in der Rheinbergerstraße

Im Jahr 1922 baute der Architekt Philipp Rüdinger Werkswohnungen für Mitarbeiter der Schuhfabrik Rheinberger in der gleichnamigen Rheinbergerstraße. Westlich der Wittelsbachschule entstand von der Karl-Theodor- bis zur Arnulfstraße das Wittelsbacherviertel, dessen Straßen nach Mitgliedern der ehemaligen bayerischen Königsfamilie benannt sind. In den Jahren 1927 bis 1928 wurde die Streckbrücke durch die Wayss & Freytag AG als Verbindung über das gleichnamige Strecktal zwischen Winzler Viertel und Schachen gebaut. Mit ihrer Breite war sie darauf angelegt, eine geplante, aber nie verwirklichte Linie der Straßenbahn vom Hauptbahnhof zum Waisenhaus aufzunehmen. Während der Luftangriffe auf Pirmasens im Zweiten Weltkrieg wurde vor allem der Süden des Viertels entlang der Karolinenstraße stark in Mitleidenschaft gezogen. Auch Häuserblocks zwischen Fahr- und Pasquaystraße im Norden sowie Sonnen- und Winzler Straße im Zentrum erlitten schwere Bombentreffer. Insgesamt traf es das Winzler Viertel deutlich weniger schwer als die Innenstadt, der Nordosten des Viertels von der Goethe- zur Fröhnstraße blieb unbeschädigt.
In den 1950er und 1960er Jahren entstanden am Rande des Viertels große Neubaublocks wie der Wohnpark Priesterwiese im Südwesten. Die zentral das Viertel durchquerende Winzler Straße war zu dieser Zeit eine lebendige Einkaufsstraße mit vielen Kneipen und Gaststätten. Der Niedergang der Schuhindustrie in Pirmasens ab den 1970ern traf die Gegend als klassisches Arbeiterviertel besonders stark. Viele Menschen verloren ihre Existenzgrundlage. Es kam zu zunehmender Arbeitslosigkeit, zu Wegzügen von Einwohnern und zum Leerstand von Geschäften. Dagegen entwickelten die städtische Wohnungsbaugesellschaft Bauhilfe und das Diakoniezentrum Pirmasens in den 2000er Jahren zur Wiederaufwertung des Viertels das Projekt „PS-Patio“ mit sanierten oder neugebauten Wohnblocks zum generationenübergreifenden Wohnen, ergänzt durch einen Quartierladen und ein Bürgerzentrum. Außerdem ist das Viertel als Fördergebiet des Städtebauförderprogramms Soziale Stadt ausgewiesen.

## Bauwerke

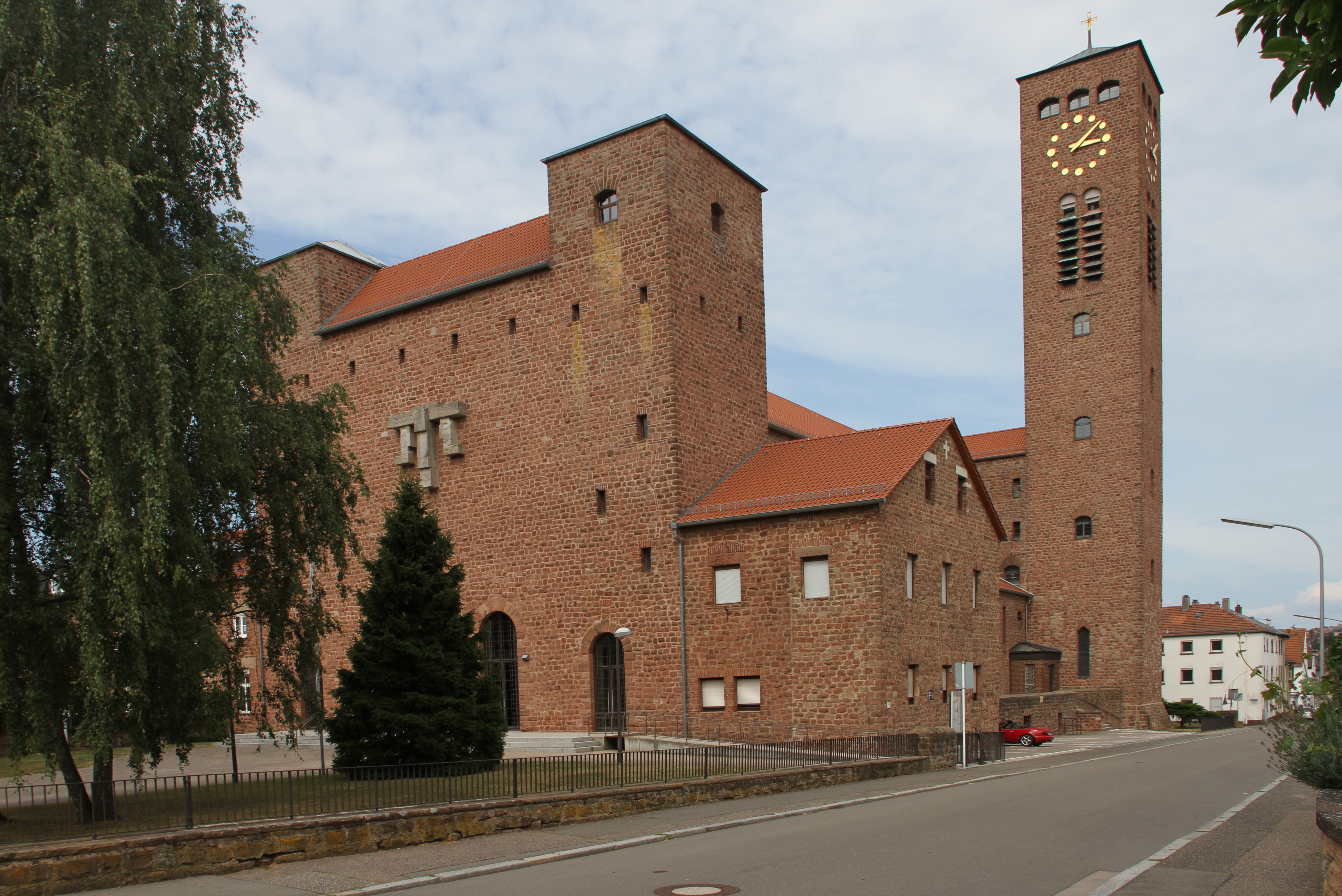
Katholische Kirche St. Anton

Sakralbauten im Winzler Viertel sind die katholische Kirche St. Anton und die evangelische Pauluskirche. St. Anton wurde als zweite katholische Kirche der Stadt in den 1920er Jahren nach Entwürfen von Michael Kurz und Josef Uhl als dreischiffige Basilika in romanisierenden Formen errichtet. Sie brannte beim verheerenden Luftangriff auf Pirmasens am 15. März 1945 ab und erhielt beim Wiederaufbau als erste Kirche der Stadt wieder neue Glocken. Im Jahr 1971 kam es aus ungeklärten Gründen erneut zu einem Brand, der mit Unterstützung von Soldaten des amerikanischen Stützpunktes Husterhöhe gelöscht wurde. Im an die Kirche angegliederten Paul-Josef-Heim lebten ursprünglich Mallersdorfer Schwestern des von Paul Josef Nardini gegründeten Ordens. Seit 2004 ist es das Mutterhaus der Hildegardis-Schwestern vom Katholischen Apostolat.
Für die Pauluskirche war eine ähnlich stadtbildprägende Wirkung wie St. Anton vorgesehen. Die Entwürfe des Architekten Heinrich Müller wurden aber von 1930 bis 1935 mit einem Komplex an der Maria-Theresien- und dem Pfarrhaus zur Arnulfstraße nur zum Teil verwirklicht. Zum eigentlichen Kirchenbau kam es nicht. Stattdessen entstand nach teilweiser Zerstörung im Zweiten Weltkrieg erst Mitte der 1950er Jahre in der erhaltenen Turnhalle des Komplexes ein Kirchensaal, dessen heutige Ausstattung auf eine Modernisierung von 1987/88 zurückgeht.

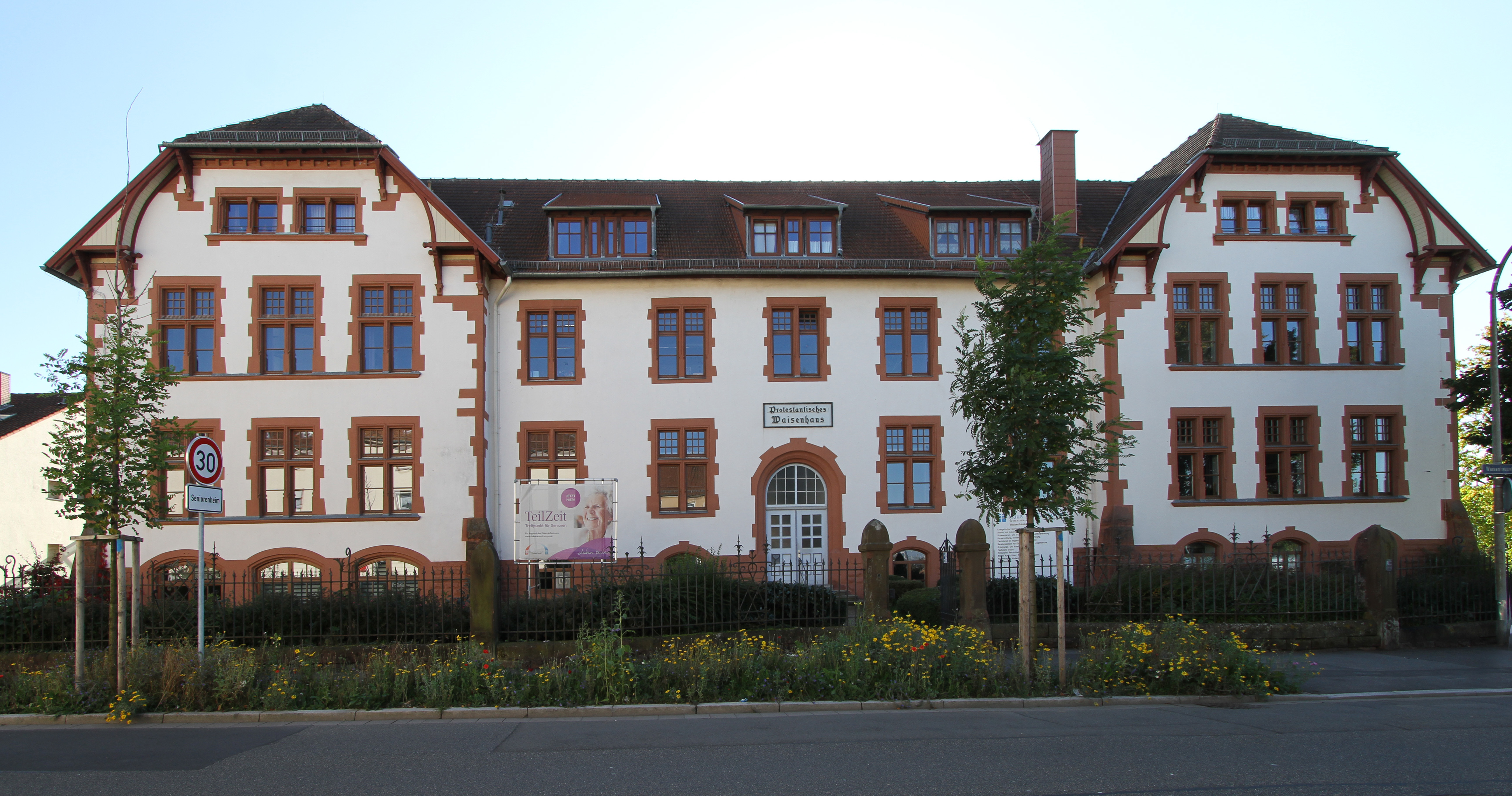
Diakoniezentrum

Daneben gibt es mehrere denkmalgeschützte Profanbauten. Das ehemalige protestantische Waisenhaus von 1904 ist heute ein Teil des Diakoniezentrums mit angeschlossenem Altersheim, Hospiz und Jugendheim. Die Wittelsbachschule aus dem Jahr 1910, ein dreigeschossiger Mansarddachbau in Reformarchitektur, wird heute noch als Grundschule genutzt. Im Stil des Neuen Bauens errichtete Stadtbaurat August Härter von 1929 bis 1930 die Landwirtschaftsschule in der Adam-Müller-Straße. Heute sitzen in dem Gebäude das Ordnungsamt und die Bauhilfe der Stadt Pirmasens.

## Rezeption
Das Viertel war 2019 Thema der achten Staffel der Fernsehsendung Hartz und herzlich und wurde dort als beispielhafter sozialer Brennpunkt dargestellt. Die Fernsehbeiträge lösten kontroverse Reaktionen aus. Stark kritisiert wurden Falschdarstellungen wie zu angeblichen Kriminalitätsschwerpunkten oder das Gerücht, auf dem Alten Friedhof käme es zu satanischen Ritualen. Außerdem wurde darauf hingewiesen, dass die meisten der Protagonisten der Staffel gar nicht im Winzler Viertel, sondern in anderen Bereichen der Stadt leben.